# Henryk Synoracki
Henryk Synoracki (ur. 10 czerwca 1948 w Buku) – polski motorowodniak, wielokrotny medalista mistrzostw świata i Europy, reprezentujący barwy Poznańskiego Klubu Morskiego LOK, wcześniej motocyklista Unii Poznań.

## Kariera sportowa
Jego pierwszą dyscypliną był sport motocyklowy w barwach Unii Poznań, od 30. roku życia uprawiał sporty motorowodne jako zawodnik Poznańskiego Klubu Morskiego LOK. W swojej karierze zdobył 10 medali mistrzostw świata (w tym 2 złote) i 18 medali mistrzostw Europy (w tym 11 złotych).
Razem z Bogdanem Gapskim i Grzegorzem Dorożałą stworzył i wyprodukował własny silnik (SyGaDo), dzięki któremu osiągał sukcesy sportowe.

### Mistrzostwa świata
- 1997: 1 m. (O-250)
- 1998: 2 m. (0-250), 2 m. (O-350)
- 1999: 3 m. (O-250)
- 2000: 2 m. (O-250)
- 2002: 2 m. (O-250)
- 2003: 3 m. (O-250)
- 2004: 1 m. (O-350)
- 2006: 3 m. (O-350)
- 2013: 3 m. (O-125)

### Mistrzostwa Europy
- 1996: 2 m. (O-250)
- 1998: 2 m. (0-250)
- 1999: 1 m. (O-250), 1 m. (O-350)
- 2000: 3 m. (O-250)
- 2002: 1 m. (O-125)
- 2003: 1 m. (O-125)
- 2004: 2 m. (F-250), 3 m. (0-350)
- 2005: 1 m. (F-250)
- 2007: 2 m. (F-350)
- 2008: 2 m. (F-125)
- 2009: 1 m. (F-125)
- 2011: 1 m. (O-175)
- 2012: 1 m. (O-175), 1 m. (F-125)
- 2013: 1 m. (F-125)
- 2014: 1 m. (O-175)
- 2015: 2 m. (F-125)
- 2016: 1 m. (O-175)